# سید تقی کبیری
تقی کبیری نمایندهٔ دورهٔ دهم از حوزهٔ انتخابیهٔ خوی و چایپاره در استان آذربایجان غربی بود. او با کسب ۷۳٬۶۹۴ رأی از مجموع ۱۹۲٬۰۲۹ رأی معادل ۳۸٫۳۸٪ درصد آرا به مجلس راه پیدا کرد.
وی یکی از نمایندگانی بود که در مخالفت با برجام، به صورت نمادین در مجلس ، برجام و پرچم ایالات متحده آمریکا را آتش زده بود. در انتخابات اسفند نود و هشت کبیری با کسب چهل هزار رای از راهیابی به مجلس باز ماند.وی تنها نماینده تاریخ خوی است که فقط یک دوره نماینده مجلس شده است. از عوامل دخیل در شکست کبیری می توان به قاچاق دلار و یورو، پیشنهاد تجزیه آذربایجان غربی و فساد برادرش میرفتاح کبیری اشاره کرد. 

## ماجرای سرقت دلار و یورو از خانه کبیری[۴][۵]
مقارن با ششم مهرماه ۱۳۹۸ رسانه‌های ایران خبرِ سرقت بالغ بر ۲۵۰ هزار یورو و نیز ۴۰۰ میلیون تومان وجه نقد و طلا از خانهٔ یکی از نمایندگان آذربایجان غربی را منتشر کردند. روز یکشنبه هفتم مهرماه، وبگاه تابناک با اسم اختصاری «ت.ک.» این موضوع را مرتبط با سید تقی کبیری عنوان کرد. در جلسه فردای مجلس، کبیری در جواب سوال خبرنگاران  چیزی نگفت و سکوت کرد. بعد ها در تذکر شفاهی‌اش در صحن علنی مجلس به تاریخ نهم مهرماه ۱۳۹۸ مبالغ اعلامی را تکذیب کرد و خواست با کسانی که «اعتبار مجلس را زیر سؤال برده» و «موجبات سوء استفاده بیگانگان را فراهم» کرده‌اند برخورد قاطع شود. نگاه داشتن بیش از ده هزار یورو در ایران بدون اجازه مراجع ذیربط پولشویی و قاچاق محسوب می شود. کبیری هیچ‌گاه پاسخ نداد که این مقدار ارز و طلا را چگونه به دست آورده است، در عوض وی خواست با کسانی که به گفته او علیه مجلس مقدس شورای اسلامی توطئه‌چینی می‌کنند، برخورد قاطع شود.